# Waytemore Castle
Waytemore Castle är ett slott i Storbritannien.   Det ligger i grevskapet Hertfordshire och riksdelen England, i den sydöstra delen av landet, 40 km norr om huvudstaden London. Waytemore Castle ligger 59 meter över havet.
Terrängen runt Waytemore Castle är huvudsakligen platt. Waytemore Castle ligger nere i en dal. Runt Waytemore Castle är det ganska tätbefolkat, med 111 invånare per kvadratkilometer. Närmaste större samhälle är Bishop's Stortford, 0,31 km väster om Waytemore Castle. Trakten runt Waytemore Castle består till största delen av jordbruksmark.